# Министерство науки, исследований и технологий Ирана
Министерство науки, исследований и технологий Исламской Республики Иран (перс. وزارت علوم، تحقیقات و فناوری جمهوری اسلامی ایران‎) — государственный орган исполнительной власти Ирана, осуществляющий функции по выработке государственной политики и нормативно-правовому регулированию в сфере образования, научной, научно-технической и инновационной деятельности, развития высоких технологий, научных центров, интеллектуальной собственности.

## История
Министерство науки, исследований и технологий Исламской Республики Иран образовано в 2000 году и является правопреемником Министерства культуры и высшего образования ИРИ, созданного в 1979 году путём слияния Министерства науки и высшего образования и Министерства культуры и искусства.

## Руководство
Министерство науки, исследований и технологий возглавляет министр науки, исследований и технологий, назначаемый на должность Меджлисом по представлению Президента Ирана.

### Министр
С 26 ноября 2014 года Министерство науки, исследований и технологий Ирана возглавляет Мохаммад Фархади.

### Заместители министра[5]
- Советник министра по делам науки, исследований и технологий и генеральный директор Совета министерства — Абдолхосейн Ферейдун
- Заместитель министра, председатель Национальной студенческой организации — Моджтаба Садеки
- Заместитель министра, председатель Организации по надзору в сфере образования — Ибрахим Ходаи
- Заместитель министра, председатель Организации по научно-техническим исследованиям (IROST) — Фатхоллах Мозтар-заде
- Заместитель министра по делам образования — Моджтаба Шариати-Ниясар
- Заместитель министра по научным исследованиям и технологиям — Вахид Ахмади
- Заместитель министра по вопросам финансовых и человеческих ресурсов — Мохаммад-Хосейн Омид
- Заместитель министра по законодательным и юридическим вопросам — Мохаммад Рошан
- Заместитель министра по социально-культурным вопросам — Сейед Зия Хашеми
- Генеральный директор по связям с общественностью — Махдохт Боруджерди-Алави

## Компетенция министерства
Министерство науки, исследований и технологий регулирует в следующих областях:
- образование;
- научная, научно-техническая деятельность и инновационная деятельность в научно-технической сфере;
- нанотехнологии;
- развитие центров науки и высоких технологий;
- государственные научные центры и наукограды;
- интеллектуальная собственность;

## Задачи министерства
- поддержка и поощрение университетов и научно-исследовательских институтов (как государственных, так и частных);
- разработка и осуществление фундаментальных и прикладных исследований;
- поддержка технопарков;
- развитие таких областей науки как инженерное дело, фундаментальные науки, искусство, гуманитарные науки, сельское хозяйство;
- стимулирование и поддержка научных исследований путем финансирования, развития человеческих ресурсов и обеспечение научно-исследовательских учреждений необходимым оборудованием;
- развитие, укрепление и совершенствование национального и международного научно-технического сотрудничества[2].

## Структура центрального аппарата
- Совет министерства
- Департамент по делам образования
- Департамент по научным исследованиям и технологиям
- Департамент по вопросам финансовых и человеческих ресурсов
- Департамент по законодательным и юридическим вопросам
- Департамент по социально-культурным вопросам
- Генеральный директорат по связям с общественностью

## Подведомственные учреждения
1. Организация по надзору в сфере образования
2. Организация по научно-техническим исследованиям (IROST)
3. Национальная студенческая организация

## Подведомственные высшие учебные заведения[6]
1. Исламский университет Азад
2. Исламский университет Азад (Горган)
3. Исфаханский технологический университет
4. Международный университет имени Имама Хомейни
5. Научно-технологический университет Ирана
6. Мешхедский университет имени Фирдоуси
7. Тегеранский университет
8. Технологический университет имени Амира Кабира
9. Технологический университет имени Насир ад-Дина Туси
10. Технологический университет имени Шарифа
11. Университет имени Алламе Табатабаи
12. Университет Пайаме Нур
13. Университет имени Хорезми
14. Университет имени Шахида Бехешти
15. Ширазский университет